# Lithocarpus hendersonianus
Lithocarpus hendersonianus är en bokväxtart som beskrevs av Aimée Antoinette Camus. Lithocarpus hendersonianus ingår i släktet Lithocarpus och familjen bokväxter. IUCN kategoriserar arten globalt som sårbar. Inga underarter finns listade.